# Arroyo Shorojitú
Arroyo Shorojitú – rzeka w Kolumbii, w departamencie La Guajira. Strumień jest długi na około 3,79 kilometra.